# Yióryos Tzavéllas
Ne doit pas être confondu avec Yórgos Tzavéllas.
Yióryos Tzavéllas (en grec : Γιώργος Τζαβέλλας) (né le 26 novembre 1987 à Vyronas, en Athènes), aussi appelé Giorgos Tzavellas, est un footballeur international grec évoluant au poste de défenseur central au Pendikspor en Süper Lig turque.

## Carrière

### En club
Il fait ses débuts professionnels avec Kerkyra lors d'un match nul 0-0 contre Larissa.
Il signe à Paniónios en janvier 2008 mais doit attendre plusieurs mois avant de faire ses débuts en raison de plusieurs blessures. Il joue son premier match de championnat le 13 septembre 2008 lors d'une victoire 1-0 sur le terrain de Panserraikos. Il marque son premier but le 7 décembre 2008 lors d'un match nul 1-1 contre Larissa. Pour sa première saison, il joue 17 matchs et inscrit 2 buts. Pour sa deuxième saison en 2009-2010, il s'impose comme titulaire, jouant 24 matchs tous comme titulaire, mais sans marquer de but.
Le 3 juin 2010, il signe à l'Eintracht Francfort. Il s'impose immédiatement dans le onze de départ du club allemand. Le 12 mars 2011, il marque son premier but en Bundesliga contre Schalke 04 grâce à une frappe de 73 mètres qui bat Manuel Neuer, signant ainsi le record du but le plus lointain inscrit en Bundesliga .
Lors d'un match contre le Werder de Brême le 8 avril 2011, il se blesse au genou gauche et souffre d'une rupture partielle du ligament croisé, ratant la fin de la saison 2010-2011, à l'issue de laquelle l'Eintracht est relégué en 2.Bundesliga.
Le 31 janvier 2012, Francfort le prête avec option d'achat à l'AS Monaco. Le 1er mai 2012, il marque son premier but avec l'AS Monaco sur un coup franc direct lors d'une victoire contre le FC Istres (3-2).
Malgré de bonnes prestations lors de son prêt, le club de la Principauté ne lève l'option d'achat incluse dans le contrat et le joueur rentre donc à Francfort.
Il fait finalement son retour en Principauté le 7 août puisqu'il s'engage pour deux saisons avec l'ASM. Lors de la saison 2012-2013, il participe grandement à la montée de l'AS Monaco en Ligue 1, remportant au passage le titre de champion de France de Ligue 2.
Ne rentrant plus dans les plans du club pour la Ligue 1, il quitte la Principauté le 2 septembre pour retourner en Grèce où il s'engage avec le PAOK Salonique pour quatre saisons,.
Libéré par le PAOK début 2017, il signe pour l'Alanyaspor jusqu'en 2019.

### En sélection
Grâce à ses bonnes performances avec Panionios, il est convoqué pour la première fois en sélection nationale grecque le 15 novembre 2009 pour les barrages des qualifications à la Coupe du monde 2010 contre l'Ukraine mais reste en tribunes. Il fait également partie de la liste de 30 présélectionnés pour la Coupe du monde 2010 mais n'est pas dans la liste définitive. Il fait finalement ses débuts le 7 septembre 2010 lors d'un match des éliminatoires de l'Euro 2012 en Croatie (0-0).
Retenu dans un premier temps dans la liste élargie de 25 joueurs de la sélection nationale grecque en vue de l'Euro 2012, il est également convoqué dans la liste définitive des 23 et dispute donc son premier tournoi international.

## Statistiques détaillées

### En club
| Saison                | Club                  | Championnat           | Championnat | Championnat | Coupe nationale | Coupe nationale | Coupe de la Ligue | Coupe de la Ligue | Compétition(s) continentale(s) | Compétition(s) continentale(s) | Compétition(s) continentale(s) | Total | Total |
| Saison                | Club                  | Division              | M.          | B.          | M.              | B.              | M.                | B.                | Comp.                          | M.                             | B.                             | M.    | B.    |
| 2006-2007             | AO Kerkyra            | Superleague Elláda    | 13          | 1           | 0               | 0               | -                 | -                 | -                              | -                              | -                              | 13    | 1     |
| 2007-2008             | AO Kerkyra            | Beta Ethniki          | 10          | 1           | 0               | 0               | -                 | -                 | -                              | -                              | -                              | 10    | 1     |
| Sous-total            | Sous-total            | Sous-total            | 23          | 2           | 0               | 0               | -                 | -                 | -                              | 0                              | 0                              | 23    | 2     |
| 2007-2008             | Panionios             | Superleague Elláda    | 0           | 0           | 0               | 0               | -                 | -                 | -                              | -                              | -                              | 0     | 0     |
| 2008-2009             | Panionios             | Superleague Elláda    | 17          | 2           | 2               | 0               | -                 | -                 | -                              | -                              | -                              | 19    | 2     |
| 2009-2010             | Panionios             | Superleague Elláda    | 24          | 0           | 2               | 0               | -                 | -                 | -                              | -                              | -                              | 26    | 0     |
| Sous-total            | Sous-total            | Sous-total            | 41          | 2           | 4               | 0               | -                 | -                 | -                              | 0                              | 0                              | 45    | 2     |
| 2010-2011             | Eintracht Francfort   | Bundesliga            | 25          | 1           | 3               | 1               | -                 | -                 | -                              | -                              | -                              | 28    | 2     |
| 2011-2012             | Eintracht Francfort   | 2. Bundesliga         | 2           | 0           | 0               | 0               | -                 | -                 | -                              | -                              | -                              | 2     | 0     |
| Sous-total            | Sous-total            | Sous-total            | 27          | 1           | 3               | 1               | -                 | -                 | -                              | 0                              | 0                              | 30    | 2     |
| 2011-2012             | AS Monaco             | Ligue 2               | 14          | 1           | 0               | 0               | 0                 | 0                 | -                              | -                              | -                              | 14    | 1     |
| 2012-2013             | AS Monaco             | Ligue 2               | 24          | 2           | 0               | 0               | 3                 | 0                 | -                              | -                              | -                              | 27    | 2     |
| Sous-total            | Sous-total            | Sous-total            | 38          | 3           | 0               | 0               | 3                 | 0                 | -                              | 0                              | 0                              | 41    | 3     |
| 2013-2014             | PAOK Salonique        | Superleague Elláda    | 0           | 0           | 0               | 0               | 0                 | 0                 | C3                             | -                              | -                              | 0     | 0     |
| Sous-total            | Sous-total            | Sous-total            | 0           | 0           | 0               | 0               | 0                 | 0                 | -                              | 0                              | 0                              | 0     | 0     |
| Total sur la carrière | Total sur la carrière | Total sur la carrière | 129         | 8           | 7               | 1               | 3                 | 0                 | -                              | 0                              | 0                              | 139   | 9     |

### En sélection nationale
| Sélection | Année | Statistiques | Statistiques |
| Sélection | Année | Matchs       | Buts         |
| --------- | ----- | ------------ | ------------ |
| Grèce A   | 2010  | 3            | 0            |
| Grèce A   | 2011  | 2            | 0            |
| Grèce A   | 2012  | 3            | 0            |
| Grèce A   | 2013  | 3            | 0            |
| Grèce A   | 2014  | 1            | 0            |
| Grèce A   | Total | 12           | 0            |

Mis à jour le 5 mars 2014

## Palmarès
- AS Monaco
  - Championnat de France de Ligue 2
    - Vainqueur : 2013

  - PAOK Salonique
    - Coupe de Grèce : 2017
    - Championnat de Grèce : Vice-champion : 2017